# Deklarationen om kvinnans och medborgarinnans rättigheter

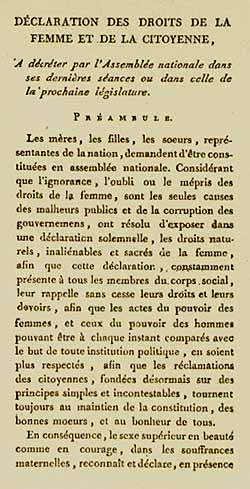
Deklarationen om kvinnans och medborgarinnans rättigheter.

Deklarationen om kvinnans och medborgarinnans rättigheter (franska: Déclaration des droits de la femme et de la citoyenne) skrevs 5 september år 1791 av Marie Gouze under pseudonymen Olympe de Gouges som en protest mot den nya franska författningen som hade antagits 1791 utan att ha gett kvinnor politiska rättigheter i Frankrike. 
| ”                              | Mödrar, döttrar, systrar, Nationens representanter, fordrar att bli företrädda i nationalförsamlingen. I klar insikt om att okunnighet, glömska och förakt i fråga om kvinnans rättigheter är de enda orsakerna till de allmänna missförhållandena och styrelsens förfall, har vi beslutat att i en högtidlig förklaring utveckla kvinnans naturliga, oförytterliga och heliga rättigheter, på det att denna förklaring, ständigt aktuell för alla medlemmar av samhället, må oupphörligt erinra dem om deras rättigheter och plikter, genom att de ständigt på detta sätt kan jämföras med vad som är all styrelses mål, sålunda må vinna i anseende, och på det att de besvär, som framförts av medborgarinnorna och hädanefter grundas på enkla och oomtvistliga grundsatser, ständigt må tjäna till grundlagens och de goda sedernas vidmakthållande och allas lycka. | „ |
| – Den inledande proklamationen | |   |

Punkt för punkt skrev Gouze om Deklarationen om människans och medborgarens rättigheter från 1789, som gett alla individer i Frankrike samma rättigheter när det gällde rättsskydd och skydd mot övergrepp, men begränsade de politiska rättigheterna till att gälla enbart männen.
Hon hade dock ingen framgång med sina krav och kom senare att avrättas med giljotin 1793. Den kvinnliga oppositionen av den franska revolutionen tystnade därmed markant och medborgarskapet kom att tillhöra endast män. Kvinnlig rösträtt infördes i Frankrike först 1944.

## Fotnoter
1. ↑  Nationalencyklopedin, på internet, besökt 12 december 2009, uppslagsord: Olympe de, Gouges
2. ↑  Östholm, Hanna (red.), red (2006). Feminismens idéer. Lund: Studentlitteratur. sid. 64
3. ↑  Gålmark, Lisa (2005). Vadå feminist. Bonnier Carlsen. sid. 12-13. ISBN 91-638-4696-9